# Бауман, Алекс (пловец)
Александр («Алекс») «Саша» Бауман OC (англ. Alexander «Sasha» Baumann; род. 21 апреля 1964, Прага, Чехословакия) — канадский пловец чешского происхождения, специалист в комплексном плавании. Двукратный олимпийский чемпион 1984 года, офицер ордена Канады и кавалер ордена Онтарио.

## Общая информация
Родился в Праге в 1964 году.  В 1969 году после Пражской весны и последовавших репрессий семья Саши эмигрировала в Канаду.
С девяти лет начал регулярно заниматься плаванием.
Уже в 1981 году, когда ему было всего 17 лет, Бауману принадлежало 38 национальных рекордов Канады и  мировой рекорд  в комплексном плавании на 200 м, и он завоевал две золотых медали в комплексном плавании  на Играх Содружества в 1982 году.
Своего спортивного пика достиг в 1984 году на летних Олимпийских играх в Лос-Анджелесе, когда он завоевал две золотые медали в комплексном плавании: на 200 м и на 400 м, установив при этом два мировых рекорда. Это были первые золотые олимпийские медали в плавании для Канады с 1912 года.
В 1987 году он закончил свою карьеру.
В 1992 году имя Алекса Баумана была включено в списки Международного зала славы плавания.
Награждён медалью Бриллиантового юбилея королевы Елизаветы II.

## Личная жизнь
С 1988 года женат на австралийской пловчихе Трейси Таггарт, с которой познакомился в 1982 году, на Играх Содружества. У пары двое детей: дочь Табита и сын Эштон.
Эштон Бауман в 2016 году участвовал в Олимпийских играх в Рио, в составе канадской олимпийской сборной по плаванию .